# Meranoplus
Meranoplus (лат.) — род муравьёв трибы Crematogastrini из подсемейства Myrmicinae (Formicidae).

## Распространение
Тропики Старого Света: Афротропика, Мадагаскар, Южная и Юго-Восточная Азия, Австралазия. Наибольшее видовое разнообразие наблюдается в Австралии (более 50 видов). Среди них 60 видов были зарегистрированы в Австралазиатском регионе, 13 — в Ориентальном, восемь — в Афротропическом и четыре — в Малагасийском регионе.

## Описание
Мелкие муравьи длиной около 3—5 мм. Тело покрыто многочисленными отстоящими волосками. Мандибулы с коротким жевательным краем на котором 4—5 зубцов. Усики рабочих и самок 9-члениковые с булавой из 3 вершинных члеников. У самцов усики 13-члениковые, жвалы с одним зубцом. Максиллярные щупики 5-члениковые, нижнегубные челюстные щупики из 3 члеников. Грудь высокая, пронотум слит с мезонотумом, образуя единый склерит. Мезосома дорозолатерально и часто заднелатерально выступающая. Проподеальные шипы развиты. Петиоль короткий, сидячий, без переднего стебелька. Жало развито. Коконы отсутствуют.
Африканские виды этого рода гнездятся в земле, в гнилой древесине или под камнями. Фуражировка осуществляется в основном на земле или в опаде из листьев, тогда как лишь очень немногие виды могут дополнительно взбираться на деревья или кустарники. Большинство видов являются всеядными и факультативными зерноядными, в то время как другие, включая всю группу видов Meranoplus diversus, являются специализированными зерноядными животными. По крайней мере, один вид, обитающий в тропических лесах Малайзии Meranoplus mucronatus, как известно, имеет трофобиотические взаимоотношения с равнокрылыми насекомыми. Известно, что виды Meranoplus активны как днем, так и ночью, и рекрутируются через феромоновые следы, проложенные основанием жала, используя секреты своих чрезвычайно больших желез Дюфура. Функция лопатообразного жала до сих пор неизвестна. Единственный вид Meranoplus, для которого зарегистрировано спаривание половых особей, — это Meranoplus peringueyi, у которого рои крылатых половых особей, собирающихся для спаривания наблюдались после дождя, и где самцы зигзагообразно патрулировали скопления самок.
Когда их потревожат, они впападают в танатозное состояние, проявляют особое поведение «симулируя смерть». Они втягивают усики в усиковые бороздки, засовывают ноги под промезонотальный щит и остаются неподвижными.
Это поведение усиливается маскировкой, то есть особи накапливают частички грязи в своей внешней волосистой оболочке, что лучше скрывает их, когда они притворяются мертвыми

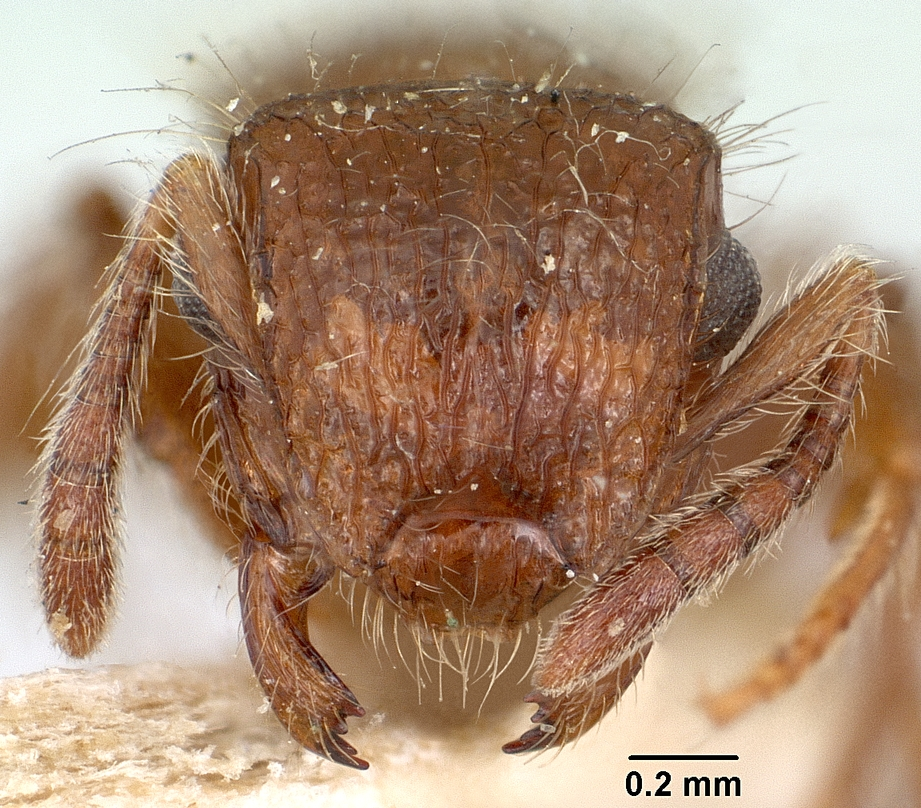
Meranoplus radamae

## Систематика
Около 90 видов. Ранее некоторые авторы выделяли род в отдельную трибу Meranoplini или объединялись в сборную группу Cryptoceridae вместе с трибой Cephalotini и родом Cataulacus. В последнее время включают в укрупнённую трибу Crematogastrini. Проведённый в 2018 году молекулярно-филогенетический анализ трибы позволил выделить в этой трибе 10 родовых групп, в том числе Crematogaster genus-group, в которую вошли Crematogaster и род Meranoplus.

### Виды
- Meranoplus ajax Forel, 1915
- Meranoplus angustinodis Schödl, 2007
- Meranoplus arcuatus Schödl, 2007
- Meranoplus armatus Smith, 1862
- Meranoplus astericus Donisthorpe, 1947
- Meranoplus aureolus Crawley, 1921
- Meranoplus barretti Santschi, 1928
- Meranoplus beatoni Taylor, 2006[10]
- Meranoplus bellii Forel, 1902
- Meranoplus berrimah Schödl, 2007
- Meranoplus bicolor (Guérin-Méneville, 1844) typus (=Cryptocerus bicolor)
- Meranoplus biliran Schödl, 1998
- Meranoplus birmanus Schödl, 1999[11]
- Meranoplus boltoni Schödl, 1998
- Meranoplus borneensis Schödl, 1998
- Meranoplus castaneus Smith, 1857
- Meranoplus christinae Schödl, 2007
- Meranoplus clypeatus Bernard, 1953
- Meranoplus convexius Schödl, 2007
- Meranoplus crassispina Schödl, 2007
- Meranoplus cryptomys Boudinot & Fisher, 2013
- Meranoplus curvispina Forel, 1910
- Meranoplus deserticola Schödl, 2007
- Meranoplus dichrous Forel, 1907
- Meranoplus digitatus Schödl, 2007
- Meranoplus dimidiatus Smith, 1867
- Meranoplus discalis Schödl, 2007
- Meranoplus diversoides Schödl, 2007
- Meranoplus diversus Smith, 1867
- Meranoplus dlusskyi Zryanin, 2015
- Meranoplus doddi Santschi, 1928
- Meranoplus duyfkeni Forel, 1915
- Meranoplus excavatus Clark, 1938
- Meranoplus fenestratus Smith, 1867
- Meranoplus ferrugineus Crawley, 1922
- Meranoplus froggatti Forel, 1913
- Meranoplus glaber Arnold, 1926
- Meranoplus hilli Crawley, 1922
- Meranoplus hirsutus Mayr, 1876
- Meranoplus hoplites Taylor, 2006[12][10]
- Meranoplus hospes Forel, 1910
- Meranoplus inermis Emery, 1895
  - = Meranoplus affinis Baroni Urbani, 1971
- Meranoplus laeviventris Emery, 1889
- Meranoplus leveillei Emery, 1883
- Meranoplus levis Donisthorpe, 1942
- Meranoplus linae Santschi, 1928
- Meranoplus loebli Schödl, 1998
- Meranoplus magrettii André, 1884
- Meranoplus malaysianus Schödl, 1998
- Meranoplus mars Forel, 1902
- Meranoplus mayri Forel, 1910
- Meranoplus mcarthuri Schödl, 2007
- Meranoplus minimus Crawley, 1922
- Meranoplus minor Forel, 1902
- Meranoplus mjobergi Forel, 1915
- Meranoplus montanus Schödl, 1998
- Meranoplus mosalahi Sharaf, 2019
- Meranoplus mucronatus Smith, 1857
- Meranoplus naitsabes Schödl, 2007
- Meranoplus nanus André, 1892
- Meranoplus nepalensis Schödl, 1998
- Meranoplus niger Donisthorpe, 1949
- Meranoplus occidentalis Schödl, 2007
- Meranoplus oceanicus Smith, 1862
- Meranoplus orientalis Schödl, 2007
- Meranoplus oxleyi Forel, 1915
- Meranoplus parviumgulatus (Donisthorpe, 1947)
- Meranoplus peringueyi Emery, 1886
- Meranoplus periyarensis Bharti & Akbar, 2014
- Meranoplus pubescens (Smith, 1853)
- Meranoplus pulcher Sharaf, 2014
- Meranoplus puryi Forel, 1902[13]
- Meranoplus radamae Forel, 1891
- Meranoplus raripilis Donisthorpe, 1938
- Meranoplus rothneyi Forel, 1902
- Meranoplus rugosus Crawley, 1922
- Meranoplus sabronensis Donisthorpe, 1941
- Meranoplus schoedli Taylor, 2006[10]
- Meranoplus siamensis Yodprasit & Jaitrong, 2024[4]
- Meranoplus similis Viehmeyer, 1922
- Meranoplus snellingi Schödl, 2007
- Meranoplus spininodis Arnold, 1917
- Meranoplus spinosus Smith, 1859
- Meranoplus sthenus Bolton, 1981
- Meranoplus sylvarius Boudinot & Fisher, 2013
- Meranoplus tanomtongi Yodprasit & Jaitrong, 2024[4]
- Meranoplus taurus Schödl, 2007
- Meranoplus testudineus McAreavey, 1956
- Meranoplus tricuspidatus Schödl, 2007
- Meranoplus unicolor Forel, 1902
- Meranoplus variabilis Schödl, 2007
- Meranoplus vestigator Smith, 1876
- Meranoplus wilsoni Schödl, 2007